# Než si pro nás přijde
Než si pro nás přijde (v anglickém originále The Bucket List) je americký dobrodružný film z roku 2007. Režisérem filmu je Rob Reiner. Hlavní role ve filmu ztvárnili Jack Nicholson, Morgan Freeman, Sean Hayes, Beverly Todd a Rob Morrow.

## Obsazení
| Jack Nicholson       | Edward Cole       |
| Morgan Freeman       | Carter Chambers   |
| Sean Hayes           | Thomas/Matthew    |
| Beverly Todd         | Virginia Chambers |
| Rob Morrow           | Dr. Hollins       |
| Alfonso Freeman      | Roger Chambers    |
| Rowena King          | Angelica          |
| Jennifer Defrancisco | Emily Cole        |